# Sam Hutchinson
Samuel Edward "Sam" Hutchinson, né le 3 août 1989 à Windsor, est un footballeur anglais qui évolue au poste de défenseur.

## Carrière en club

### En club

#### Les premières années
Né à Windsor (Berkshire), Hutchinson est le fils d'Eddie Hutchinson, qui avait joué avec l'équipe des jeunes de Chelsea avant de faire carrière dans le non-league football. Hutchinson rejoint l'Académie de Chelsea à l'âge de 9 ans et fait ses débuts en équipe première en mai 2007, à l'âge de 18 ans.

#### Chelsea
En août 2007, il signe un nouveau contrat de 4 ans avec le club anglais. Plus tard dans le mois, Ian Holloway, gestionnaire du club de Plymouth Argyle, déclare publiquement son intérêt de vouloir obtenir Sam Hutchinson, en prêt. En août 2010, alors âgé de 21 ans, Hutchinson prend sa retraite professionnel en raison d'une blessure récurrente au genou. Il a été annoncé qu'il travaillerait en collaboration avec l'Académie de Chelsea tout en continuant à étudier à l'université. En décembre 2011, il a signé un nouveau contrat d'un an et demi avec Chelsea après une "amélioration significative" de son problème au genou qui l'avait forcé à quitter le monde du foot.

#### Nottingham Forest
Le 16 août 2012, Hutchinson est prêté à Nottingham Forest, club de D2 anglaise. Il a fait ses débuts le 21 août, sur le banc avant de remplacer Simon Cox dans un match nul 1-1 face à Huddersfield Town. Le 1er septembre 2012, il marque son premier et son dernier but avec son nouveau club lors de sa première titularisation à domicile dans une victoire 2-1 contre Charlton Athletic. À la suite d'une autre blessure au genou, Hutchinson est retourné à Chelsea en septembre pour une injection qui était destiné à régler le problème pendant la trêve internationale d'octobre. Malheureusement, le traitement n'a pas fonctionné pour Hutchinson qui n'était toujours pas rétabli à la mi-décembre, il manque donc 15 matchs. Après une longue pause, il reprend l'entraînement avec Nottingham au début de mars 2013.

#### Vitesse Arnhem
Le 2 septembre 2013, Sam Hutchinson est prêté pour une saison au Vitesse Arnhem, club de D1 néerlandaise.

#### Sheffield Wednesday et après
En février 2014, il est prêté au Sheffield Wednesday. En fin de contrat avec Chelsea, il s'engage avec Sheffield Wednesday début juillet 2014.
Le 20 juillet 2022, il rejoint Reading.

### En sélection
Sam Hutchinson a joué pour l'Angleterre des moins de 18 ans et des moins de 19 ans mais il a raté le Championnat d'Europe 2008 des moins de 19 ans à cause d'une blessure.